# NGC 5474
NGC 5474は、おおぐま座の特異矮小銀河である。グランドデザイン渦巻銀河M101がいくつか持つ伴銀河の1つである。M101の伴銀河の中で、この銀河はM101自体に最も近い位置にある。NGC 5474とM101の間の重力相互作用によって、NGC 5474は大きく歪んでいる。その結果、核と比べて円盤は消えかかっている。この銀河内での星形成も核では行われていない。NGC 5474は、いくつかの渦巻構造の兆候を見せている。その結果、この銀河はしばしば、矮小銀河では比較的珍しい矮小渦巻銀河に分類される。